# Comuna Ciorna, Ocna
Ciorna (în ucraineană Чорна) este o comună în raionul Ocna Roșie, regiunea Odesa, Ucraina, formată din satele Ciorna (reședința) și Dihori.

## Demografie
Componența lingvistică a comunei Ciorna
     Ucraineană (92,88%)
     Română (4,33%)
     Rusă (2,27%)
     Alte limbi (0,18%)
Conform recensământului din 2001, majoritatea populației comunei Ciorna era vorbitoare de ucraineană (92,88%), existând în minoritate și vorbitori de română (4,33%) și rusă (2,27%).